# گریدلی (آیووا)
گریدلی (به انگلیسی: Gridley) یک منطقهٔ مسکونی در ایالات متحده آمریکا است که در آیووا قرار دارد. گریدلی ۳۸۸٫۰۲ متر بالاتر از سطح دریا واقع شده‌است.